# 김동해
김동해(한국 한자: 金東海, 1966년 3월 16일 ~ )는 대한민국의 전 축구 선수 및 지도자이며 대구 신흥초등학교 청구중학교 청구고등학교 한양대학교를 졸업하였고 선수 마지막 팀인 삼성의 연고지가 될 뻔한 대구를 연고지로 했던 대구 FC에서 코치를 역임했다.

## 수상

### 클럽
럭키금성 황소
- K리그 우승 1회 : 1990

### 개인
- K리그 베스트 11 : 1993